# Rothmannia eucodon
Rothmannia eucodon là một loài thực vật có hoa trong họ Thiến thảo. Loài này được (K.Schum.) Bremek. miêu tả khoa học đầu tiên năm 1957.